# Daniel Bork
Daniel Bork (São Paulo, 22 de novembro de 1964) é um chef de cozinha e apresentador brasileiro. É cunhado de Johnny Saad, proprietário da Band, que é casado com sua irmã, Cláudia Bork.

## Carreira
Começou a trabalhar como chef de cozinha em 1984. Em 1998 foi contratado para cozinhar no programa Manhã Mulher de Amaury Jr. na Band.
Em 2001 passou a apresentar seu próprio programa de culinária na emissora, o Receita Minuto, passando na sequência para o Bem Família e o Dia Dia. Em 2018 apresentou o Cozinha do Bork. Daniel também possui uma revista também chamada Receita Minuto.

## Vida pessoal
Daniel é casado e tem dois filhos: Beatriz e Oliver.

## Filmografia
| Ano     | Título          | Cargo        | Notas             |
| ------- | --------------- | ------------ | ----------------- |
| 1998–00 | Manhã Mulher    | Colunista    | Quadro: Culinária |
| 2001–04 | Receita Minuto  | Apresentador |                   |
| 2005–09 | Bem Família     | Apresentador |                   |
| 2009–18 | Dia Dia         | Apresentador |                   |
| 2018    | Cozinha do Bork | Apresentador |                   |